# 안드로놉카역
안드로놉카역(러시아어: Андроновка)은 모스크바 지하철 모스크바 중앙 순환선의 역이다.
이 역에서는 모스크바 교외 철도의 "프레저 역"(모스크바의 11개 철도 노선 중 하나)으로 환승할 수 있다. "프레저 역"는 모스크바 중심부의 카잔스키 철도역(카잔스키 방향)에서 출발하는 동일 노선에 있다. 이 노선은 다른 노선과 마찬가지로 통근 전동차가 운행한다.
2016년 9월 이 역이 개통된 이후 이 역을 나와서 3 ~ 5분 동안 밖으로 걸어 나가면 "카잔스키 철도" 플랫폼으로 가는 길이 있고 주변 지역은 빈약한 편이다. 승객들은 지하도로를 지나는 관계로 보다 직접적이고 편리한 교통수단을 이용할 수 있다.